# Västra tjärnen, Västmanland
Västra tjärnen är en sjö i Nora kommun i Västmanland och ingår i Göta älvs huvudavrinningsområde.